# 큰귀알락박쥐
큰귀알락박쥐(Chalinolobus dwyeri)는 애기박쥐과에 속하는 박쥐의 일종이다. 오스트레일리아에서 발견된다. 멸종 준위협종 포유류이다.

## 특징
작은 박쥐로 몸길이는 47~53mm, 전완장은 38~42mm이다. 꼬리 길이는 42~47mm, 귀 길이는 17mm, 몸무게는 최대 9.7g이다.

## 생태
작은 무리를 지어 동굴과 바위 틈, 광산 속에 은신한다. 약 6~10m 높이의 임관층에서 아래에서 잡은 곤충을 먹는다. 11월과 12월 사이에 한 번에 두 마리까지 새끼를 낳는다. 2월말이면 다 자란다.

## 분포 및 서식지
오스트레일리아 뉴사우스웨일스주 동부와 퀸즐랜드주 남동부 지역에 널리 분포한다. 건조 또는 습윤 유칼립투스 숲과 건조 경엽수 숲, 우림 가장자리를 따라 서식한다.